# Majken
För andra betydelser, se Majken (olika betydelser).

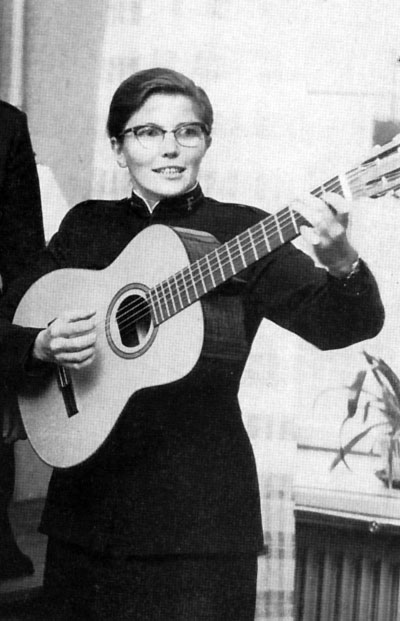
Majken Johansson, cirka 1960.

Kvinnonamnet Majken är ursprungligen en variant av det lågtyska namnet Mariken som är en diminutivform av Maria. När det först började användas i Sverige på 1500-talet stavades det Moiken. I Norge och Danmark stavas det Maiken.
Både Majken och dess namnsdagsföljeslagare Maj har varit ovanliga de senaste 40 åren, men trenden är nu något uppåtgående.
Den 31 december 2009 fanns det totalt 5 277 personer i Sverige med namnet Majken eller Maiken, varav 2 876 med det som förstanamn/tilltalsnamn. År 2003 fick 55 flickor namnet, varav 35 fick det som tilltalsnamn. År 2021 fick 243 flickor Majken som tilltalsnamn.
Namnsdag: 19 maj, (sedan 2001, 1986-1992: 29 september).

## Personer med namnet Majken/Maiken
- Majken Cullborg, svensk författare, manusförfattare och översättare.
- Maiken Caspersen Falla, norsk längdåkare.
- Majken Johansson, svensk frälsningssoldat, översättare och diktare.
- Majken Pollack, svensk skådespelare och teaterregissör.
- Majken Strandäng, svensk skulptör.
- Majken Sörman-Olsson, svensk konstnär, journalist och författare.
- Majken Hessner Thiam, dansk-senegalesisk f.d. socialdemokratisk politiker och hustru till Senegals premiärminister Habib Thiam.
- Majken Torkeli, svensk skådespelare och författare.
- Majken Åberg, svensk friidrottare.